# エティエンヌ＝プロスペル・ベルン＝ベルクール
エティエンヌ＝プロスペル・ベルン＝ベルクール（Étienne-Prosper Berne-Bellecour、1838年7月29日 - 1910年11月29日）はフランスの写真家、画家、版画家である。普仏戦争に関する作品を描いて人気のある画家となった。

## 略歴
北フランス、パ＝ド＝カレー県のブローニュ＝シュル＝メールに生まれた。カレーやブリュッセル、マルセイユなどで過ごした後、パリに出て画家の修行を始め、アカデミック絵画の画家のエミール・シニョル(Émile Signol)の生徒となった。1859年にローマ留学の奨学金の得られるローマ賞に応募するが、受賞できなかった。エコール・デ・ボザールで修行を続け、フランソワ＝エドゥアール・ピコに学び、ピコのスタジオで学んでいたアルフォンス・ド・ヌヴィル(1836-1885)やフェリックス＝ジョゼフ・バリアス(1822-1907)といった画家と知り合った。
1861年に、風景画をサロン・ド・パリに出展し、1860年代には風俗画や人物画を出展し、1868年、1869年に入賞した。1860年代の終わりに狩りの情景や戦争画を描くことが多くなった。1864年に画家で脚本家でもあったジャン＝ジョルジュ・ヴィベールの妹と結婚した。
1870年に義兄のヴィベールや画家のエドゥアール・デタイユ、アレクサンドル・ルイ・ルロワールとアルジェリアを旅した。普仏戦争が始まり、ベルン＝ベルクールはフランスに戻り、狙撃部隊に入隊し、モン・ヴァレリアン要塞の戦いの功績で勲章を得た。
戦争に参加した経験から戦争画を描くようになり、デタイユやヌヴィルと毎年、戦闘のあった場所を訪れ、戦争画を描いた。ベルン＝ベルクールの戦争に関する絵画は人気になり、軍の高官もその絵を購入した。ベルン＝ベルクールの戦争画では戦闘版でンだけではなく、兵士の日常の生活が描かれることも多かった。また軍服や装備の詳細が正確であったのも特徴であった。
義兄のヴィベールと、喜劇の脚本を執筆し、1872年にパレ・ロワイヤルで上演された。1905年までサロン・ド・パリに出展し、多くの賞を得た。1878年のパリ万国博覧会に政府によって選ばれ、いくつかの作品が展示された。この年、レジオンドヌール勲章（シュバリエ）を受勲した。
ベルン＝ベルクールの作品は版画で出版され、同時代の新聞にも掲載された。自らも版画作品を製作した。ほかの戦争画家とともに愛国的文学者、ポール・デルレードの作品「Le Premier Grenadier de France 」や「 La Tour d’Auvergne」に挿絵を描いた。

## 作品

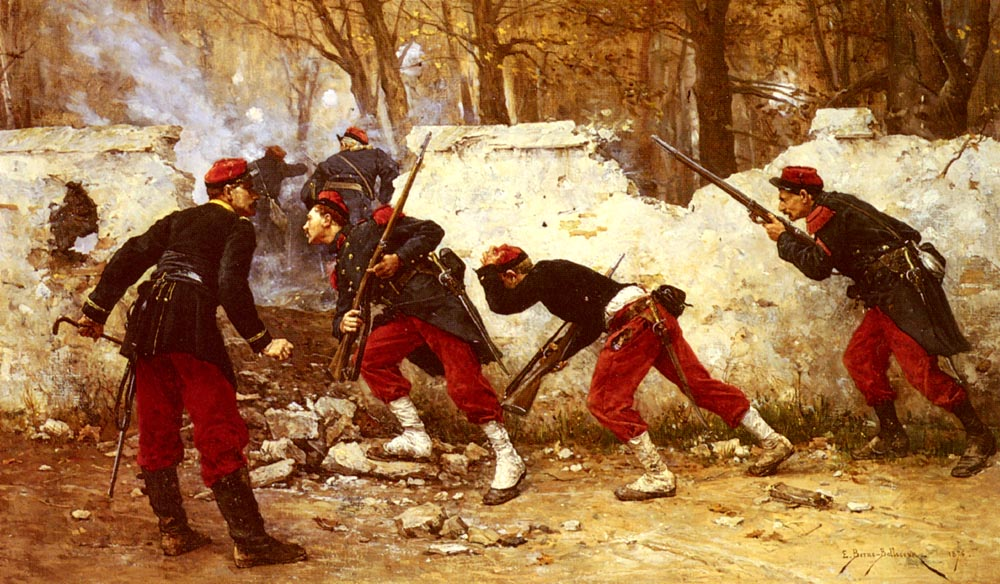
「攻撃」
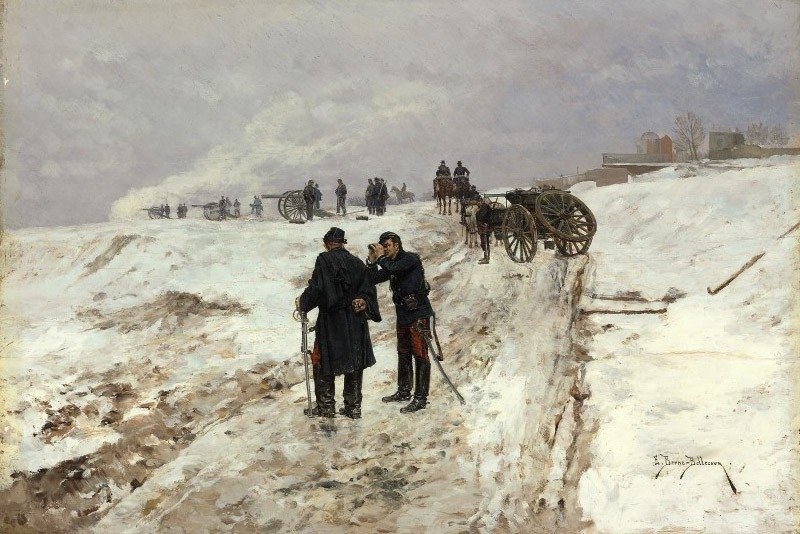
普仏戦争の出来事
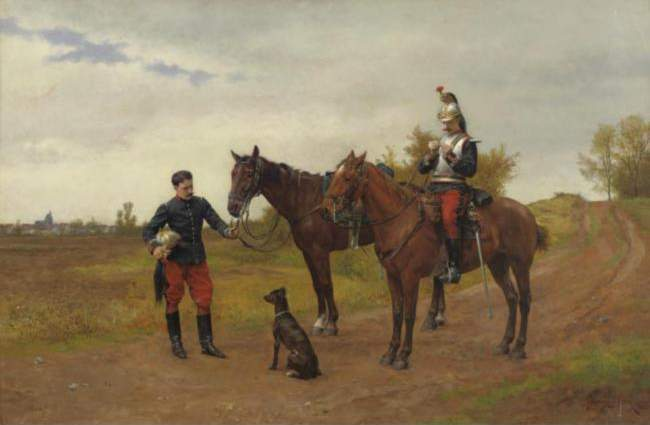
移動中の停止

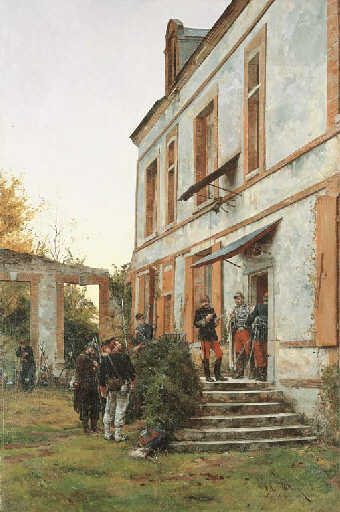
休憩中の兵士
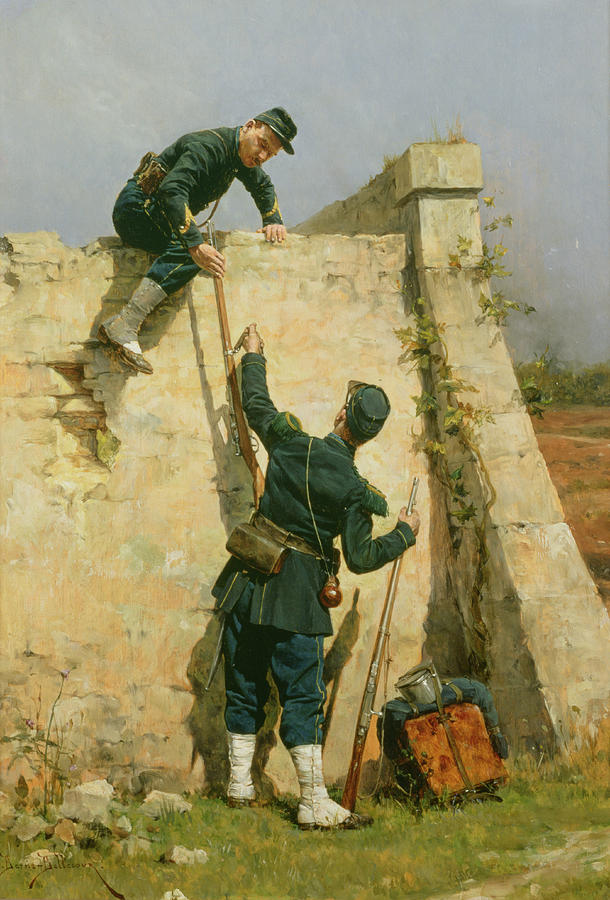
普仏戦争の歩兵(chasseur)
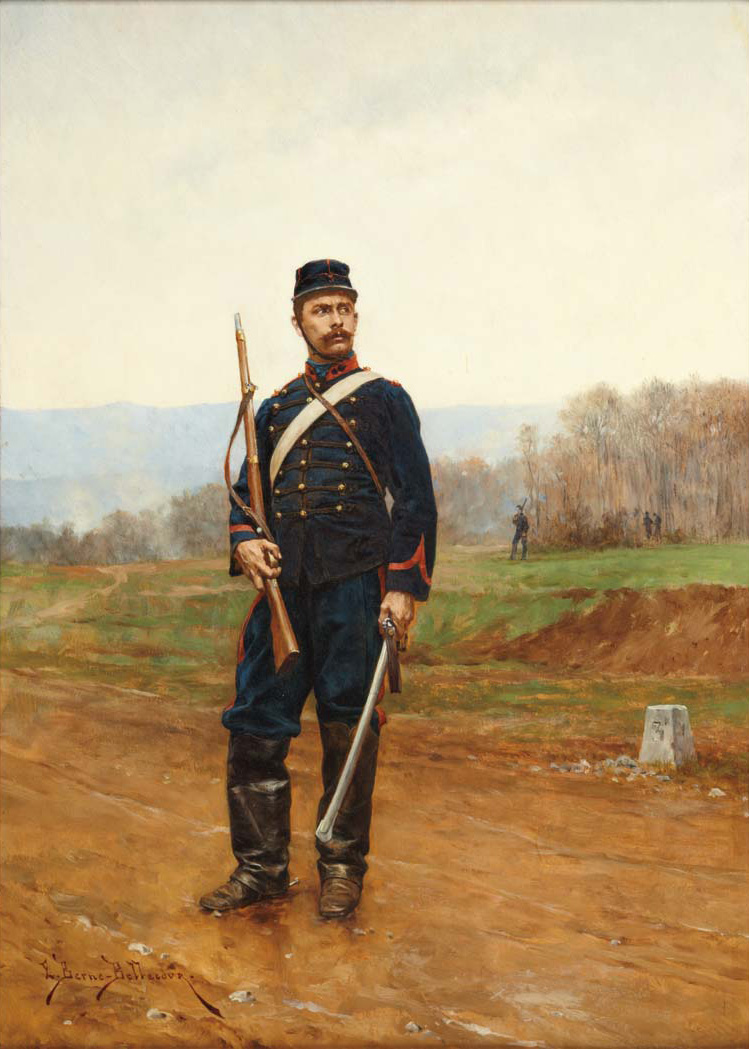
フランスの騎馬砲兵
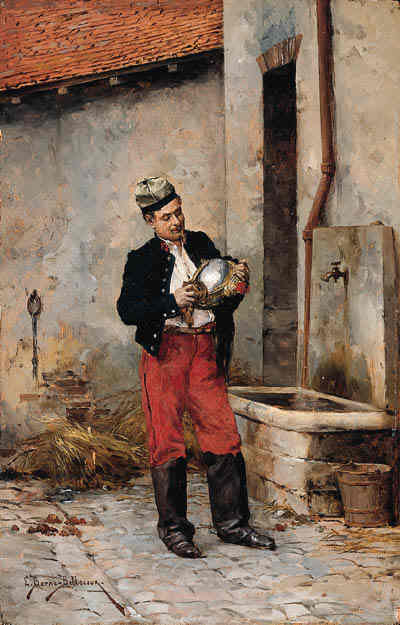
ヘルメットを磨く胸甲騎兵(Cuirassier)